# Ultra soul
「ultra soul」（ウルトラ・ソウル）は、日本の音楽ユニット・B'zの楽曲。2001年3月14日にRooms RECORDSより31作目のシングルとして発売された。

## 概要
前作『RING』から5か月ぶりのシングル。B'zとしては初の3曲収録シングルである。
3曲とも打ち込みを多用したポップス路線の楽曲である。収録曲それぞれの曲間がほとんど存在せず、またテンポが同程度の曲をあえて並べており、全曲が1つの作品としてまとめられている。
初動売上は50.1万枚を記録し、オリコンチャート2週連続1位を獲得した。また、B'zが21世紀に発売したシングルの中では初動・累計共に最高の売上を記録している。
本作発売と同日に、『LIVE RIPPER』、『"BUZZ!!" THE MOVIE』、『The true meaning of "Brotherhood"?』、『once upon a time in 横浜 〜B'z LIVE GYM'99 "Brotherhood"〜』が、未収録となっていたパートをボーナストラックとして追加し、DVD化されて発売された。

## 表題曲

### 人気
2017年9月18日に放送された『MUSIC STATION ウルトラFES 2017』の企画、"元気が出る超（ウルトラ）ソングBEST100"のランキングで1位にランクインした。

### ライブでの定番曲
B'zのライブでは、演奏回数の多い曲であり、無観客配信ライブ『B'z SHOWCASE 2020 -5 ERAS 8820-』Day5内で発表された「B'z LIVE演奏回数ランキング」では、2020年時点でB'zの全楽曲中1位となっていた。リリース当時に行っていたツアー『B'z LIVE-GYM 2001 "ELEVEN"』では原曲通りのアウトロが演奏されたが、翌年の『B'z LIVE-GYM 2002 "GREEN 〜GO★FIGHT★WIN〜"』からアレンジが変更されており、ラストの「ウルトラソウル!ハイ!」を3回、または4回繰り返し、その際に観客を含めて一緒にジャンプすることが定番となっている。"ハイ!"の部分をジャンプしながら観客が一斉に叫ぶが、新型コロナウイルスの感染拡大防止策が徹底され開催されたライブでは歓声禁止により無言でジャンプをするという光景が見られた。
2021年に行われた『B'z presents UNITE #01』ではGLAYとコラボレーションして披露された。
2025年のインタビューで稲葉はライブでさんざん演奏し、あんまりやりたくないと思う時期もあったが、ニーズがあればやるスタンスであると語っている。

### 制作
2023年のインタビューで稲葉は、歌詞の内容については「タイアップ先の世界水泳にちなみ、水泳選手の本番に向けてのメンタルなどを思い描いた」と語っている。
印象的なタイトルについて稲葉は、最初は「なんちゃらソウル」だったが、「ウルトラ」というフレーズをどこからか思い付いて「ウルトラソウル」になったという。最終的な決定理由については、稲葉は自らがウルトラマン世代であるということを前置きし、楽曲制作当時『ウルトラ』という言葉が非常に新鮮に感じ、当時は『ウルトラ』という言葉を曲に使っている人があまりいなかったという事もあり、「みんな使っていないけど、みんなが知っている言葉じゃないですか。すごくキャッチーな感じがしました。」と語っている。
サビの最後の「ウルトラソウル（ハイ!）」というフレーズは、当初の松本の作曲の段階では存在しておらず、稲葉曰く「（サビのラストは）もっと流れて行くような感じだった」とのこと。その後アレンジを進めていくうちに、稲葉から「『ultra soul』ってどう思う？」と提案された松本は「それは素晴らしいタイトルだな」と感じ、『ultra soul』というフレーズをもっと印象付けるためにサビのラストを現在の形に変更した。
"ハイ!"の部分が"ヘイ!"と認識されることもあるが、B'zオフィシャルから発せられた見解では「個人個人の気持ちの良い方でお願いします」として個々の判断に委ねている。
曲名はいくつか候補があり、作詞メモには「ultra soul」以外に「super soul」、「iron soul」等とメモされていた。

## 収録曲
| 全作詞: 稲葉浩志、全作曲: 松本孝弘、全編曲: 松本孝弘・稲葉浩志・徳永暁人。 |                      |          |            |      |
| #                                                                          | タイトル             | 作詞     | 作曲・編曲 | 時間 |
| 1.                                                                         | 「ultra soul」       | 稲葉浩志 | 松本孝弘   | 3:39 |
| 2.                                                                         | 「スイマーよ2001!!」 | 稲葉浩志 | 松本孝弘   | 3:27 |
| 3.                                                                         | 「ROCK man」         | 稲葉浩志 | 松本孝弘   | 3:49 |
| 合計時間:                                                                  | 合計時間:            | 10:55    |            |      |

## 楽曲解説
1. ultra soul
  - テクノやラテンなどの要素を取り入れたロックチューン[1]。
  - 『世界水泳福岡2001』大会公式テーマソング[23]。2011年には再録バージョンの「ultra soul 2011」が使用され、2013年以降は再び本曲が世界水泳中継のテーマソングとして使われている。また、2014年からはパンパシフィック水泳選手権中継のテーマソングとしても使われている。
  - MVは、バンドが羽田東急ホテル（現在は羽田エクセルホテル東急へと改築）のプールの水上で演奏しているというもの。撮影時期は2月で、1カットずつ撮り終わったらすぐに近くにある巨大ストーブの前に飛んで行ったというエピソードが残っている。稲葉は、最初はロングコート、途中から半袖のシャツになる[24]。
  - プロ野球・元読売ジャイアンツの片岡治大が埼玉西武ライオンズ在籍時の2010年から現役を引退する2017年まで登場曲として使用していた。また、中日ドラゴンズの大野雄大も登場曲として使用していた（2013年 - 2014年）。
  - 2024年12月31日に放送された『第75回NHK紅白歌合戦』では、B'zがサプライズでNHKホールに登場し、本曲を生演奏した。出演者を始め、NHKホールの観客や視聴者に対して事前に告知が無かった中での登場だったにもかかわらず、観客が"ハイ!"の部分で一斉にジャンプしたほか、放送終了後にNHKの公式YouTubeに配信された本曲の歌唱シーンの動画は公開から数時間で100万回の再生を記録した[25][26][27][28]。
2. スイマーよ2001!!
  - 9thアルバム『SURVIVE』収録の「スイマーよ!!」のリメイクバージョン。録り直しにあたって、原曲からアレンジが変更されている他、新たに歌詞が追加、変更されている。
  - 本作のプロモーションで『AX MUSIC-FACTORY』に出演した際、このアレンジで披露した。
3. ROCK man
  - 曲名の「ROCK man」とは、岩（英語でROCK）のように頑固な男（石頭の男）という意味で用いられている。
  - ベスト・アルバム『B'z The Best "ULTRA Treasure"』のファン投票では23位にランクインし[29]、アルバム初収録となった。また、『感動ファクトリー・すぽると!』のテーマ曲集にも収録されている。
  - 本作収録曲の中で、唯一映像化がされてない。

## 「ultra soul」のバージョン違い
バージョン違いとして、以下のものがある。
- ultra soul 〜Splash Style〜
  - 次作32ndシングル『GOLD』の2nd beat。初めはアコースティック・ギター主体で、曲が進むにつれてエレクトリック・ギターも加わりオリジナルとほぼ同じ曲調になるが、アコースティック・ギターの音量が大きめにミックスされている。また間奏も大幅にアレンジされ、サンプリングや原曲にはないリフなどが盛り込まれている。
- ultra soul (Alternative Guitar Solo ver.)
  - 12thアルバム『GREEN』収録。ギターソロやアウトロのギターなどが異なるバージョン。また、ギターリフが追加され、打ち込みだったベースは生音に差し替えられている。
- Ultra Soul
  - 2007年リリースの海外配信限定アルバム『B'z』収録。生音重視のアレンジで、ギターソロも変更されている。ちなみに、ベスト・アルバム『B'z The Best "Pleasure II"』発売時（2005年）に、iTunes Music Storeにて一時ダウンロード可能な状態になっていたことがある。
- ultra soul 2011
  - 18thアルバム『C'mon』収録。『世界水泳上海2011』の番組テーマソング[30]。
- Ultra Soul 
  - 2012年リリースの配信限定アルバム『B'z』収録。アレンジは「ultra soul 2011」に近いが、2番サビ後のベースソロがカットされ、いきなりギターソロから始まる。
  - 2011年8月にリンキン・パークと共同で開催したチャリティーライブ『Music for Relief - Secret Show for Japan』で初披露された[31]。

## タイアップ
- テレビ朝日系『世界水泳福岡2001』大会公式テーマソング（#1,2）
- テレビ朝日系『世界水泳バルセロナ2013』テーマソング（#1）
- ギター演奏ゲームRocksmith 2014にレパートリーとして収録。
- テレビ朝日系『パンパシ水泳ゴールドコースト2014』テーマソング（#1）
- テレビ朝日系『世界水泳ロシア・カザン2015』テーマソング（#1）
- テレビ朝日系『世界水泳ブダペスト2017』テーマソング（#1）
- テレビ朝日系『パンパシ水泳東京2018』テーマソング（#1）
- テレビ朝日系『世界水泳韓国・光州2019』テーマソング（#1）
- テレビ朝日系『世界水泳ブダペスト2022』テーマソング[32]（#1）
- テレビ朝日系『世界水泳福岡2023』テーマソング（#1）
- テレビ朝日系『世界水泳シンガポール2025』テーマソング（#1）
- フジテレビ系『感動ファクトリー・すぽると!』エンディングテーマ（#3）

## 参加ミュージシャン
- 松本孝弘:ギター、全曲作曲・編曲
- 稲葉浩志:ボーカル、全曲作詞・編曲
- 徳永暁人:ベース（#2.3）、全曲編曲

## 収録アルバム
ultra soul
- GREEN (Alternative Guitar Solo ver.)
- B'z The Best "Pleasure II"
- B'z (2007年のアルバム)（新録ver）
- B'z The Best "ULTRA Pleasure"
- C'mon（2011年ver「ultra soul 2011」）
- B'z (2012年のアルバム)（英語詞ver「Ultra Soul」）
- B'z The Best XXV 1999-2012

ROCK man
- すぽると！MEMORIAL〜Sweat and Tears〜
- B'z The Best "ULTRA Treasure"

## ライブ映像作品
ultra soul
- a BEAUTIFUL REEL. B'z LIVE-GYM 2002 GREEN 〜GO★FIGHT★WIN〜
- Typhoon No.15 〜B'z LIVE-GYM The Final Pleasure "IT'S SHOWTIME!!" in 渚園〜
- B'z The Best "Pleasure II"（特典映像ダウンロード）
- B'z LIVE-GYM 2006 "MONSTER'S GARAGE"
- B'z The Best "ULTRA Treasure"（特典DVD）
- B'z LIVE-GYM Hidden Pleasure 〜Typhoon No.20〜
- B'z LIVE-GYM Pleasure 2008 -GLORY DAYS-
- B'z LIVE-GYM 2010 "Ain't No Magic" at TOKYO DOME
- B'z LIVE in なんば 2006 & B'z SHOWCASE 2007 -19- at Zepp Tokyo
- B'z LIVE-GYM 2011 -C'mon-
- B'z LIVE-GYM 2005 -CIRCLE OF ROCK-
- B'z LIVE-GYM 2001 -ELEVEN-
- B'z LIVE-GYM Pleasure 2013 ENDLESS SUMMER -XXV BEST-
- B'z LIVE-GYM 2015 -EPIC NIGHT-
- B'z COMPLETE SINGLE BOX（特典DVD）
- DINOSAUR（特典DVD・Blu-ray Disc）
- B'z LIVE-GYM 2017-2018 “LIVE DINOSAUR”
- B'z LIVE-GYM Pleasure 2018 -HINOTORI-
- B'z LIVE-GYM 2019 -Whole Lotta NEW LOVE-
- B'z SHOWCASE 2020 -5 ERAS 8820- Day1〜5
- B'z LIVE-GYM 2022 -Highway X-
- B'z LIVE-GYM Pleasure 2023 -STARS-

スイマーよ2001!!
- B'z LIVE-GYM Hidden Pleasure 〜Typhoon No.20〜
- B'z LIVE-GYM 2001 -ELEVEN-